# 上翔堂
上翔堂，原名圣约翰堂，是位于中国四川省成都市顺城大街西侧的一座基督教教堂，南临大有巷，北临上翔街，始建于1909年，原为中华圣公会西川教区主教座堂，1992年3月因顺城大街城市改造改建后更为现名，今为成都市基督教三自爱国运动委员会所在地。2007年6月1日公佈為四川省第七批文物保護單位。
1892年，圣公会传教士何诗白（J. H. Horsburgh）到达成都。1895年成立华西教区，第一任会督为盖士利（William Wharton Cassel）。1909年，教会在皮房街（今成都市顺城大街）购买了8.48亩土地，建造一幢西式小楼以及平房百余间，开办学社，以《论语》“以文会友、以友辅仁”之意将它命名为“辅仁学社”，以方便附近学校的外地学生生活。1912年正式开设，接纳前来住宿的学社，并开设了英文补习班和礼拜活动。自1927年，学社转为主要从事传福音。1939年，教会斥资加盖了一层楼，并将学社改名为“圣约翰堂”。
1941年7月27日，教堂被日机炸毁，后经修复后，礼拜活动继续进行直到中华人民共和国成立，当时约有教徒150余人。1958年，教会神职人员被勒令参加劳动生产，教会活动中止。1966年文化大革命开始后，教堂楼房被占用，宗教活动遭到严重破坏。
1980年落实宗教信仰自由政策，于3月2日复活节前得以复堂。因实行联合礼拜，故取名“基督教礼拜堂”；1984年，四川神学院曾经以该堂作为校址。1992年为支持扩街工程，在红线范围内的教堂被拆除，教会在原有空地上修建简易过渡教堂。2007年以前，该堂规模很小，也非常简陋。
自扩街拆除十余年时间里，教会一直致力于教堂重建，终于在2007年9月开始重建，2011年10月竣工。

## 圖庫

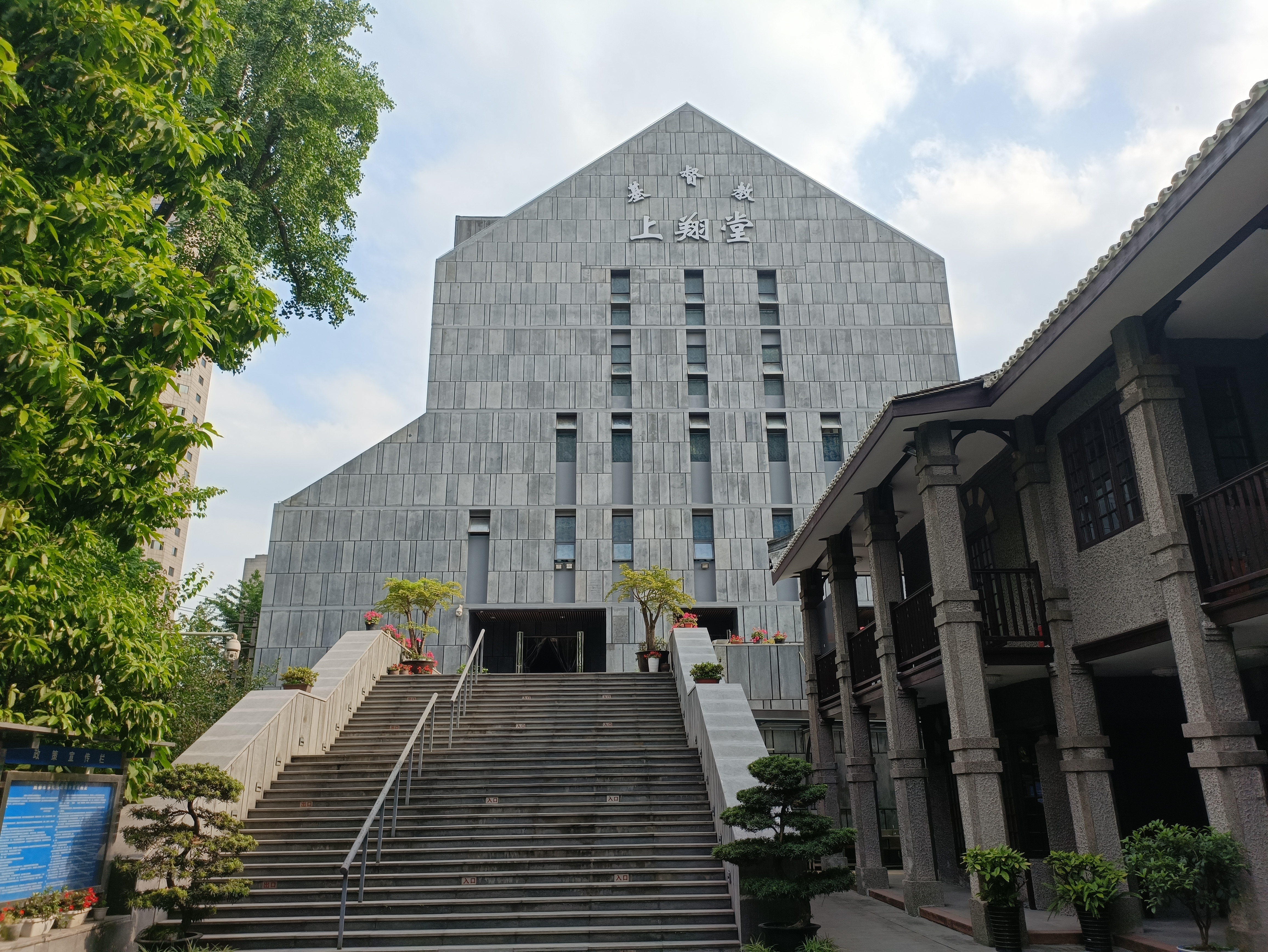
重建后的上翔堂正面
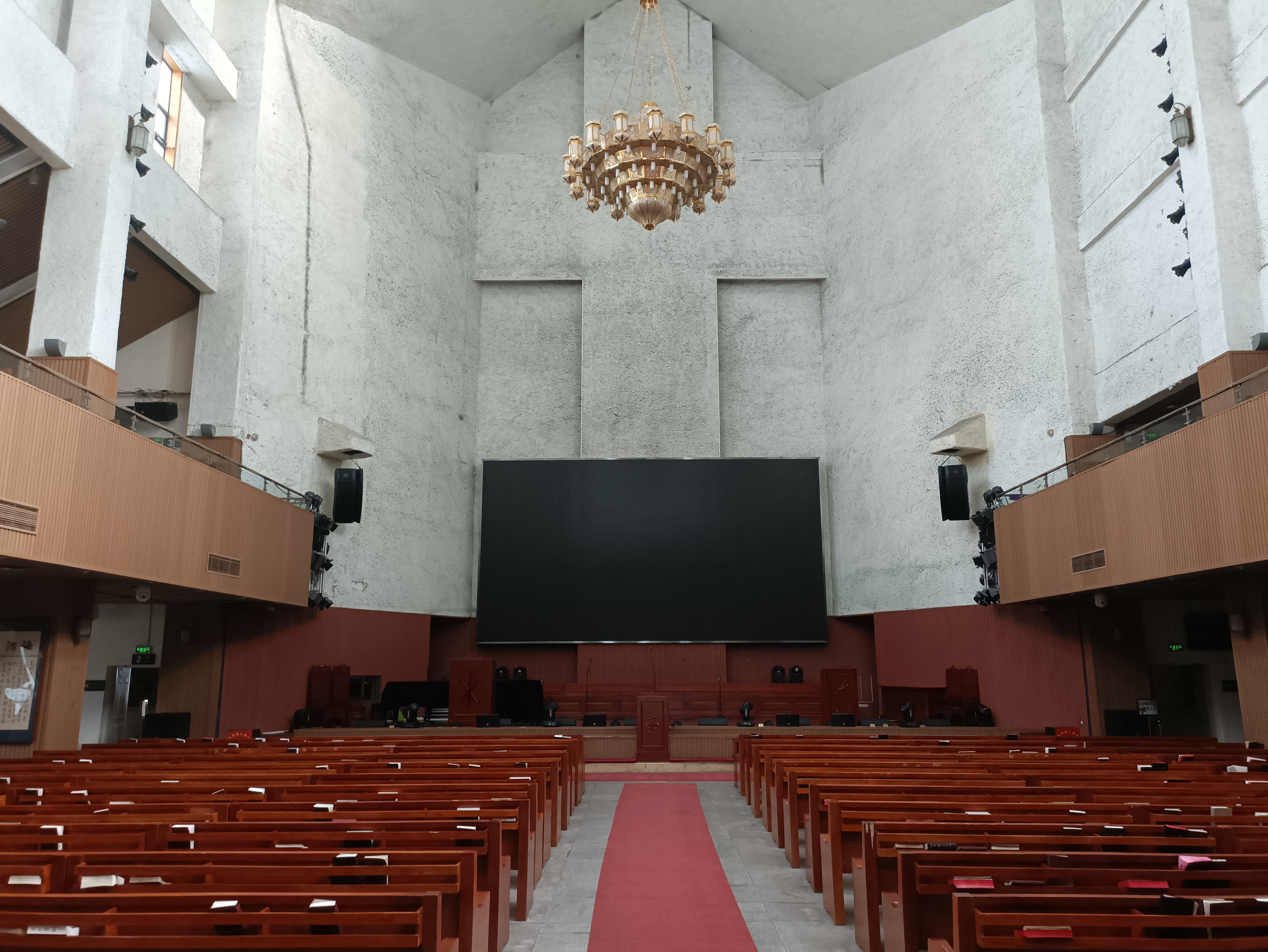
重建后的上翔堂室内